# Christian Panucci
Christian Panucci (12. duben 1973, Savona, Itálie) je fotbalový trenér a bývalý italský fotbalový obránce.
Nejdéle působil v Římě. Za osm let zde vyhrál dvakrát Italský pohár (2006/07 a 2007/08) a jeden italský superpohár (2007). Ale největší úspěchy slavil v Miláně, kde působil čtyři roky. Vyhrál dva tituly (1993/94, 1995/96), také italské superpoháry (1993, 1994) a po jedné trofeji v LM (1993/94), Superpohár UEFA 1994.
Hrál i za španělský klub Real Madrid. I s ním vyhrál ligu (1996/97) i španělský superpohár (1997) a také LM (1997/98) a Interkontinentální pohár 1998.
Za reprezentaci Itálie odehrál 57 utkání a vstřelil čtyři branky. byl na MS (2002) a dvakrát na ME (2004 a 2008). Má dvě zlaté medaile z Mistrovství Evropy U21 (1994 a 1996)
Po skončení fotbalové kariéry se stal trenérem. V letech 2012 až 2014 dělal asistenta u ruské reprezentace, kterou vedl Capello. V letech 2017 až 2019 byl hlavním trenérem Albánie.

## Zajímavost
Jeho matka je Češka, která se jako velmi mladá provdala do Itálie. Sportu holdovala i ona, hrála závodně basketbal, takže Christian má geny po ní. Vztah k Česku má, protože vlastní v Praze byt.

## Klubová kariéra

### Janov a Milán
První utkání v nejvyšší lize odehrál v posledním kole v sezoně 1991/92 v dresu Janova, odkud přišel v roce 1990. V následující sezoně odehrál již 30 utkání a vstřelil tři branky. Což z něj udělalo velmi perspektivního hráče.
Jako velmi talentovaný obránce se ve věku 20 let stal posilou Milána. Stál 9,5 miliard lir + hráč Roberto Lorenzini. Prosazoval se velmi rychle na pozici pravého obránce, kde vystřídal Tassottiho. V klubu strávil tři a půl sezony a vyhrál dva tituly (1993/94, 1995/96), též dva italské superpoháry (1993, 1994) a po jedné trofeji v LM (1993/94) a Superpohár UEFA 1994. Z klubu odešel v lednu 1997 po nevydařené LM 1996/97 a hlavně kvůli rozepři s trenérem Sacchim.

### Real Madrid
Klub jej koupil za 8 miliard lir  a stal se prvním italským fotbalistou v klubu. V klubu se setkal s trenérem Capellem, který jej vedl v Miláně. V klubu působil dva a půl let a získal jeden titul (1996/97) i Španělský superpohár (1997), ale opět i trofej v LM 1997/98).

### Inter, Chelsea a Monaco
Dne 1. července 1999 byl prodán za 18 miliard lir do Interu, kde si jej vyžádal nový trenér Marcello Lippi. S klubem obsadil v sezoně 1999/00 2. místo a prohrál finále v italském poháru. Během jednoho ligového utkání když seděl na lavičce, jej trenér požádal aby se šel připravit k utkání. To se ale nestalo a mezi trenérem a hráčem se vztah zhoršil.
V srpnu 2000 odešel na roční hostování do anglického klubu Chelsea, kde vyhrál Anglický superpohár (2000). Jenže vydržel zde do ledna 2001 a po 8 utkání odešel do Monaka nejprve na hostování a posléze jej klub koupil. Jenže ve Francii zůstal krátce. A tak po 14 utkání odehraných v Monaku odešel zpět do Itálie, ale již do Říma.

### Řím a Parma
Do věčného města přišel nejprve na hostování, ale po dobře odehrané sezoně se kluby domluvily na prodeji za 10 milionů Euro. Za vlky odehrál během osmy let celkem 315 utkání a vstřelil 31 branek. Nejlepší sezonu odehrál 2006/07 když odehrál 50 utkání a vstřelil 8 branek. S klubem vyhrál dvakrát italský pohár (2006/07, 2007/08) a jednou italský superpohár (2007). V lednu 2009 se před jedním ligovým utkáním dozvěděl, že nebude zařazen do utkání. Odmítl sedět na lavičce a odešel na tribunu. To se nelíbilo vedení i trenérovi a vyřadili jej ze soupisky. Po týdnu se hráč omluvil a byl do soupisky přiřazen zpět. Po sezoně mu smlouva končila a nebyla mu prodloužena.
Posledním jeho angažmá bylo v Parmě. Po 19 utkání se v únoru 2010 rozhodl z osobních důvodů ukončit smlouvu s klubem. Poté v létě ve věku 37 let ukončil kariéru.

## Přestupy
- z Janov do Milán za 5 940 000 Euro
- z Milán do Real Madrid za 4 300 000 Euro
- z Real Madrid do Inter za 9 300 000 Euro
- z Inter do Monaco za 3 000 000 Euro (hostování)
- z Inter do Monaco za 6 710 000 Euro (přestup)
- z Monaco do Řím za 1 550 000 Euro (hostování)
- z Monaco do Řím za 9 810 000 Euro (přestup)

## Hráčská statistika
| Sezóna     | Klub        | Liga             | Liga   | Liga | Ligové poháry | Ligové poháry | Ligové poháry | Kontinentální poháry | Kontinentální poháry | Kontinentální poháry | Celkem | Celkem |
| Sezóna     | Klub        | Soutěž           | Zápasy | Góly | Soutěž        | Zápasy        | Góly          | Soutěž               | Zápasy               | Góly                 | Zápasy | Góly   |
| ---------- | ----------- | ---------------- | ------ | ---- | ------------- | ------------- | ------------- | -------------------- | -------------------- | -------------------- | ------ | ------ |
| 1991/92    | Janov       | Serie A          | 1      | 0    | IP            | 0             | 0             | UEFA                 | 0                    | 0                    | 1      | 0      |
| 1992/93    | Janov       | Serie A          | 30     | 3    | IP            | 0             | 0             | -                    | 0                    | 0                    | 30     | 3      |
| 1993/94    | Milán       | Serie A          | 19     | 2    | IP+IS         | 3+0           | 0             | LM+ES+IP             | 7+2+1                | 1+0+0                | 32     | 3      |
| 1994/95    | Milán       | Serie A          | 28     | 2    | IP+IS         | 4+0           | 0             | LM+ES+IP             | 10+1+1               | 2+0+0                | 44     | 4      |
| 1995/96    | Milán       | Serie A          | 29     | 5    | IP            | 2             | 0             | UEFA                 | 7                    | 0                    | 38     | 5      |
| 1996/97    | Milán       | Serie A          | 13     | 0    | IP+IS         | 1+0           | 0             | LM                   | 6                    | 0                    | 20     | 0      |
| 1997       | Real Madrid | Primera División | 19     | 2    | ŠP            | 2             | 0             | -                    | 0                    | 0                    | 21     | 2      |
| 1997/98    | Real Madrid | Primera División | 23     | 1    | ŠP+ŠS         | 2+1           | 0             | LM                   | 8                    | 1                    | 34     | 2      |
| 1998/99    | Real Madrid | Primera División | 31     | 0    | ŠP            | 2             | 0             | LM+ES+IP             | 9+1+1                | 2+0+0                | 44     | 2      |
| 1999/00    | Inter       | Serie A          | 26     | 1    | IP            | 5             | 0             | -                    | 0                    | 0                    | 31     | 1      |
| 2000/01    | Chelsea     | Premier League   | 8      | 0    | AP+ALP+AS     | 0             | 0             | UEFA                 | 2                    | 1                    | 10     | 1      |
| 2001       | Monaco      | Division 1       | 9      | 3    | FP+FLP        | 1+4           | 0             | LM                   | 0                    | 0                    | 14     | 3      |
| srpen 2001 | Monaco      | Division 1       | 5      | 0    | -             | 0             | 0             | -                    | 0                    | 0                    | 5      | 0      |
| 2001/02    | Řím         | Serie A          | 31     | 1    | IP            | 4             | 2             | LM                   | 4                    | 1                    | 39     | 3      |
| 2002/03    | Řím         | Serie A          | 29     | 1    | IP            | 6             | 0             | LM                   | 11                   | 0                    | 46     | 1      |
| 2003/04    | Řím         | Serie A          | 24     | 2    | IP            | 2             | 0             | UEFA                 | 3                    | 0                    | 29     | 2      |
| 2004/05    | Řím         | Serie A          | 26     | 0    | IP            | 4             | 0             | LM                   | 3                    | 0                    | 33     | 0      |
| 2005/06    | Řím         | Serie A          | 36     | 3    | IP            | 6             | 0             | UEFA                 | 9                    | 2                    | 51     | 5      |
| 2006/07    | Řím         | Serie A          | 34     | 5    | IP+IS         | 6+1           | 2+0           | LM                   | 9                    | 1                    | 50     | 8      |
| 2007/08    | Řím         | Serie A          | 27     | 5    | IP+IS         | 5+1           | 0             | LM                   | 6                    | 1                    | 39     | 6      |
| 2008/09    | Řím         | Serie A          | 22     | 3    | IP+IS         | 1+0           | 0             | LM                   | 5                    | 2                    | 28     | 5      |
| 2009/10    | Parma       | Serie A          | 19     | 1    | IP            | 1             | 0             | -                    | 0                    | 0                    | 20     | 1      |
| Celkově    | Celkově     | Celkově          | 489    | 40   | -             | 64            | 4             | -                    | 106                  | 14                   | 659    | 58     |

## Reprezentační kariéra

### Juniorská
Za Itálii do 21 let hrál v letech 1992 až 1996 a vyhrál dva turnaje na ME 21 (1994, 1996). Při posledním turnaji dělal kapitána. Poté odcestoval na OH 1996, ale neodehrál tam žádné utkání.

### Seniorská
Za reprezentaci odehrál 57 utkání a vstřelil čtyři branky. První utkání odehrál ve věku 21 let 7. září 1994 proti Slovinsku (1:1). Trenéři Sacchi, Maldini i Zoff jej nominovali na kvalifikační utkání na velké turnaje v období 1995 až 2000, jenže nikdy se nedostal do finální soupisky pro šampionát. Až Trapattoni jej nominoval na MS 2002 a také na ME 2004. U obou turnajích odehrál všechna utkání. Po nástupu trenéra Lippiho již nedostal pozvánku do reprezentace.
Až když se stal trenérem Donadoni, opět se stal součástí výběru a dostal se i do nominace na ME 2008. Zde také odehrál všechna utkání a vstřelil i branku. Vstřelil ji když měl 35 let, 2 měsíce a 1 den, címž se stal do roku 2019 (překonal jej Fabio Quagliarella) nejstarším střelcem v Itálské reprezentace. Po turnaji se rozhodl ukončit reprezentační kariéru.
| Reprezentace | Rok     | Zápasy                      | Zápasy | Zápasy      | Zápasy           | Zápasy           | Zápasy            |
| Reprezentace | Rok     | Fáze turnaje                | Datum  | Soupeř      | Odehraných minut | Vstřelené branky | Výsledek          |
| ------------ | ------- | --------------------------- | ------ | ----------- | ---------------- | ---------------- | ----------------- |
| Itálie       | OH 1996 | Neodehrál žádné ze 3 utkání |        |             |                  |                  |                   |
| Itálie       | MS 2002 | 1 zápas ve skupině          | 3. 6.  | Ekvádor     | 90               | 0                | 2:0               |
| Itálie       | MS 2002 | 2 zápas ve skupině          | 8. 6.  | Chorvatsko  | 90               | 0                | 1:2               |
| Itálie       | MS 2002 | 3 zápas ve skupině          | 13. 6. | Mexiko      | 63               | 0                | 1:1               |
| Itálie       | MS 2002 | Osmifinále                  | 18. 6. | Jižní Korea | 120              | 0                | 1:2 v (prodl.)    |
| Itálie       | ME 2004 | 1 zápas ve skupině          | 14. 6. | Dánsko      | 90               | 0                | 0:0               |
| Itálie       | ME 2004 | 2 zápas ve skupině          | 18. 6. | Švédsko     | 90               | 0                | 1:1               |
| Itálie       | ME 2004 | 3 zápas ve skupině          | 22. 6. | Bulhasko    | 90               | 0                | 2:1               |
| Itálie       | ME 2008 | 1 zápas ve skupině          | 9. 6.  | Nizozemí    | 90               | 0                | 0:3               |
| Itálie       | ME 2008 | 2 zápas ve skupině          | 13. 6. | Rumunsko    | 90               | 1                | 1:1               |
| Itálie       | ME 2008 | 3 zápas ve skupině          | 17. 6. | Francie     | 90               | 0                | 2:0               |
| Itálie       | ME 2008 | Čtvrtfinále                 | 22. 6. | Španělsko   | 120              | 0                | 0:0 (2:4 na pen.) |

## Úspěchy

### Klubové
- 2× vítěz italské ligy (1993/94, 1995/96)
- 1× vítěz španělské ligy (1996/97)
- 2× vítěz italského poháru (2006/07, 2007/08)
- 3× vítěz italského superpoháru (1993, 1994, 2007)
- 1× vítěz španělského superpoháru (1997)
- 1× vítěz anglického superpoháru (2000)
- 2× vítěz Ligy mistrů (1993/94, 1997/98)
- 1× vítěz evropského superpoháru (1994)
- 1× vítěz Interkontinentálního poháru (1998)

### Reprezentace
- 1× na MS (2002)
- 2× na ME (2004 2008)
- 2× na ME 21 (1994 – zlato, 1996 – zlato)
- 1× na OH (1996)

### Individuální
- 1× Cena Bravo (1994)
- All Stars team ESM (2007/08)